# Sima Magušinová

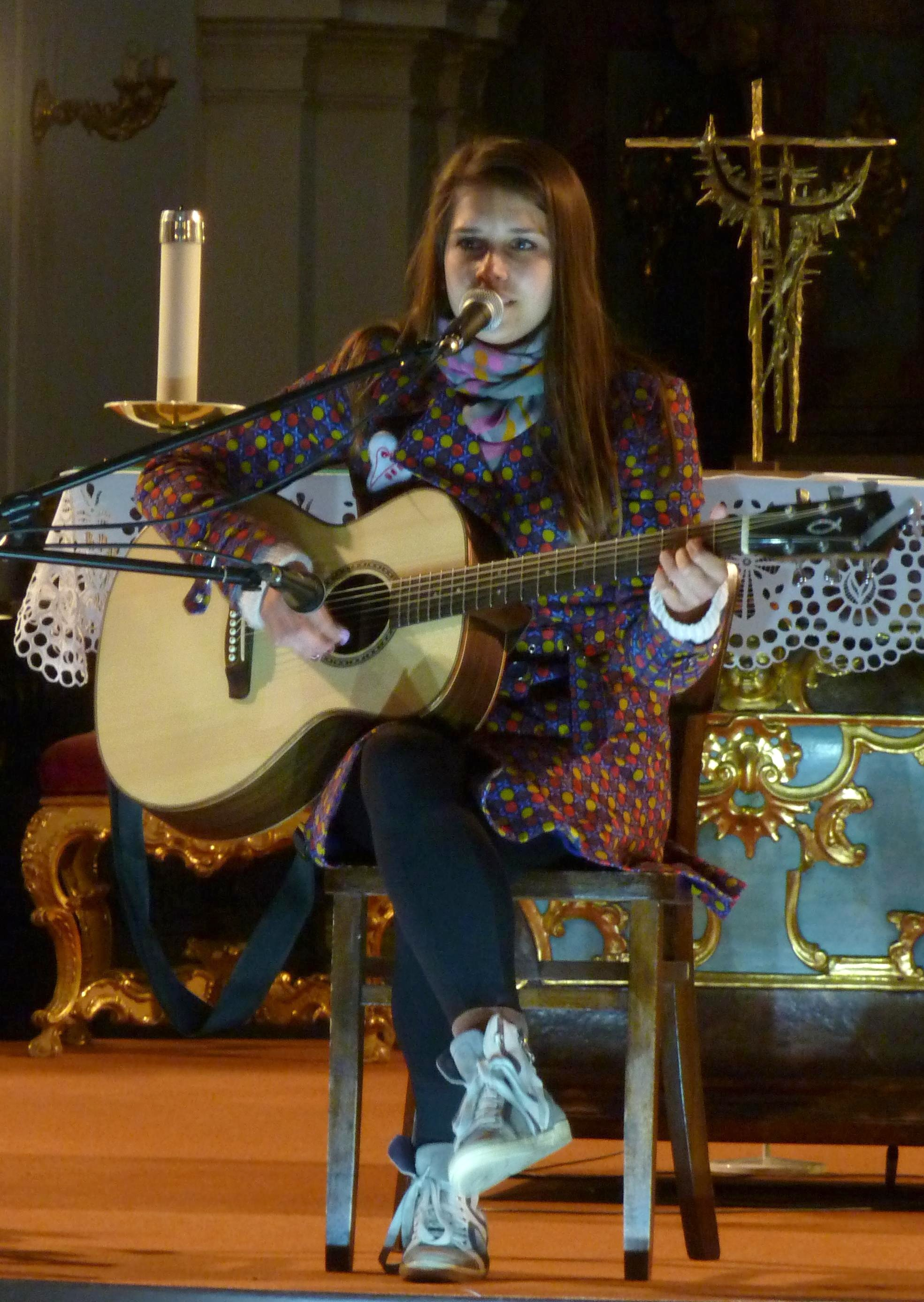
Sima Martausová během koncertu v kostele sv. Tomáše v Brně (2014)

Sima Magušinová či dříve Sima Martausová (vlastním jménem Simona Magušinová, rozená Martausová, * 26. února 1988, Považská Bystrica) je slovenská zpěvačka a bývalá divadelní herečka a členka Radošinského naivného divadla.

## Život a kariéra

### Život
Sima Martausová pochází z Považské Bystrice. Její otec pracuje v domově sociálních služeb a její matka je učitelkou v mateřské škole. Vystudovala střední průmyslovou školu (obor technicko-informační služby). V osmnácti letech strávila několik měsíců jako dobrovolnice v kuchyni ve francouzském mariánském poutním místě La Salette-Fallavaux. Následně chtěla jít studovat architekturu, ale na vysokou školu ji nevzali, a tak se přihlásila na herectví. Vystudovala divadelní umění na Akademii umění v Banské Bystrici a během studia začala skládat hudbu. V roce 2009 se stala vítězkou hudební soutěže Gospel talent. Od roku 2012 do roku 2015 byla členkou souboru Radošinského naivného divadla, kde vystupovala ve hře Polooblačno. Později si uvědomila, že pro ni hudba znamená mnohem víc a začala se ji věnovat naplno.
Sima Martausová je věřící a hlásí se ke katolické církvi. Uvádí, že její víra a vztah s Bohem se odráží v její hudební tvorbě. Má ráda vysokohorskou turistiku, vystoupala také na nejvyšší horu Evropy, Mont Blanc.
V roce 2021 se vdala za Michala Magušina.

### Hudební kariéra
Po vítězství v Gospel talentu začala s hudební produkcí. V roce 2012 vydala ve vydavatelství Studio Lux své debutové album Vyzliecť si človeka. O rok později následovalo druhé album Dobrý deň, to som ja, které bylo podobně jako další dvě vydáno ve vydavatelství Agentúra Joma. Hudební manažer Jozef Šebo, se kterým se seznámila na podzim roku 2013, seznámil Simu Martausovou s kapelou, se kterou později začala hrát. V roce 2017 byla nominována na ocenění Slovenka roka v kategorii Umění a kultura.
Své páté album, Len tak sa stíšim, si v roce 2019 vydala, jako první v pořadí, sama. To jí umožnilo větší svobodu při tvorbě. Sima Martausová také nazpívala písně k několika filmům - skladbu Krížová cesta k filmu 6743 o biskupovi Michalovi Buzalkovi (z roku 2012), skladbu Zachovám si svoju tvár k filmu Malá ríša (z roku 2019), skladbu Červené polia k filmu Správa (z roku 2020). V roce 2015 složila také skladbu Dobrý deň, to som ja k seriálu Tajné životy. Se skupinou Kryštof také nazpívala roku 2019 titulní píseň Hvězdáři k filmu 3Bobule.
V roce 2020 vydala své šesté album s názvem Oslobodená, jehož producentem byl Randy Gnepa.
Mezi svou oblíbenou hudbu a hudebníky řadí Katie Melua, Norah Jones, Coldplay, Jaromíra Nohavicu, Tomáše Klusa, The Piano Guys a slovenské Korben Dallas nebo Milana Bodnára.

### Charitativní aktivity
Sima Martausová dlouhodobě vystupuje na akcích na podporu dětských onkologických pacientů. Od roku 2016 je patronkou neziskové organizace Deťom s rakovinou, která se zabývá pomocí dětem s onkologickými onemocněními. Pro Děťom s rakovinou nazpívala dvě písně, v roce 2016 Balet a v roce 2020 Zore.

## Diskografie
- 2012 – Vyzliecť si človeka[20]
- 2013 – Dobrý deň, to som ja
- 2014 – Na pravom poludní
- 2016 – Smej sa duša moja
- 2019 – Len tak sa stíšim
- 2020 – Oslobodená

## Ocenění
- 2009 – Gospel talent, píseň: Nádherný svätý[21][22]
- 2013 – cena Zväzu autorov a interpretov populárnej hudby (ZAI), kategorie objev roku a album roku za album Dobrý deň, to som já[23]
- 2017 – cena Zväzu autorov a interpretov populárnej hudby (ZAI), kategorie zpěvačka roku[24]
- 2018 – cena Zväzu autorov a interpretov populárnej hudby (ZAI), kategorie zpěvačka roku[25]
- 2018 – Osobnosť televíznej obrazovky, kategorie zpěvačka[26]
- 2019 – Osobnosť televíznej obrazovky, kategorie zpěvačka[27]
- 2019 – Krištáľové krídlo, kategorie populární hudba[28]
- 2020 – Osobnosť televíznej obrazovky, kategorie zpěvačka[29]